# Eucera chrysobotryae
Eucera chrysobotryae är en biart som först beskrevs av Cockerell 1908.  Eucera chrysobotryae ingår i släktet långhornsbin, och familjen långtungebin. Inga underarter finns listade i Catalogue of Life.